# Алник
Алник (англ. Alnwick, МФА: ˈо файле [ˈænɨk]) — небольшой торговый городок (англ. Market town) на Северо-Востоке Англии в графстве Нортумберленд. Географический код Великобритании (англ. Ordnance Survey National Grid) — NU186129.
Население города — 7767 человек (перепись 2001 года), население одноимённой общины — 31 029 человек.
По мнению журнала Country Life (октябрь 2002 года): «Алник самый живописный рыночный городок Нортумберленда, и лучшее место для жизни в Великобритании». Город расположен в 51 километре к югу от города Берик-апон-Туид и шотландской границы, и в 8 километрах вглубь острова от Северного моря и деревни Алнмут по реке Алн (на некоторых картах Алк).
Город датируется примерно 600 года нашей эры и на протяжении веков процветал как сельскохозяйственный центр. Он развивался благодаря соседству с замком Алник, который в средневековье был резиденцией самых мощных северных баронов, графов Нортумберлендских. Позднее он стал важной остановкой на Большой северной дороге между Эдинбургом и Лондоном. В последнее время современный сельский городок стал спальным районом. Здания в центре города практически не изменились и по-прежнему сохраняют свой оригинальный характер, однако наблюдается заметный рост в размерах в течение последних десяти лет, жилые дома занимают землю, где раньше было пастбище, а новые фабрики и торговые комплексы строятся вдоль дорог к югу от города.

## История
История Алника — это история замка и его лордов, со времен Жильбер Тессон, известного как Тесон, Тессон и Де Тессон, один из знаменосцев Вильгельма Завоевателя, который получил эти северные места, до настоящего времени. После Тессона земли и замок принадлежали семье Де Весси (современное написание фамилии — Васи (англ. Vasey) — эта фамилия встречается на всём юго-востоке Нортумберленда), на протяжении более двухсот лет, а потом перешли в руки дома Перси в 1309 году.
В различных точках города есть памятники постоянных войн между Перси и шотландцами, в котором так много представителей этого рода провели большую часть своей жизни. Крест на Брумхуз-Хилл через реку от замка отмечает место, где Малкольм III Шотландский был убит в 1093 году, во время первой битвы у Алника. На краю широкой тенистой дороги, называемой Роттен-Роу англ. Rotten Row, ведущей с Вест-Лоджe в Бейлиффгейт, круглый камень отмечает место, где Вильям Лев Шотландский был взят в плен в 1174 году, во время второй битвы у Алнике, силами около четырёхсот конных рыцарей, во главе с Ранульфом де Гленвилем, и есть много других подобных интересных мест.
Аббатство Халн за пределами городских стен и парк Халн у стен усадьбы князя, принадлежат бывшему монастырю, основанному в XIII веке кармелитами; говорилось, что место было выбрано и-за некоторого небольшого сходства с горой Кармель, где возник орден. Остались существенные развалины.
В 1314 году сэр Джон Фелтон стал губернатором Алника. Зимой 1424 года большая часть города была сожжена шотландскими рейдерами. В 1448 году город был сожжен повторно шотландской армии во главе с Уильям Дугласом, 8-й графом Дугласом и Джорджем Дугласом, 4-й графом Ангусом.
В 1968 году начались работы по дороге Алник-байпас, предназначенный для удаления магистральной дороги A1 Лондон-Эдинбург от центра города к его окраинам Обходная дорога была завершена.

## География
Координаты города: 55°25′00″ с. ш. 01°42′00″ з. д. (55.417, −1.700). Река Алн формирует неофициальную северную границу города.

## Экономика
Раньше в основном сельский аграрный городок в настоящее время находится в пределах зоны «поездки на работу» Морпета и Ньюкасл-апон-Тайна и имеет значительную часть населения, считающего его пригородом. Вот список основных крупных работодателей:
- Eclipse Translations[англ.] Ltd, европейская переводческая компания.
- A World of Difference, магазин сети розничной торговли по низким ценам и продажи импортных товаров, специализирующийся на подарках, натуральных продуктах и этнических товарах.
- Metrology Software Products Ltd, разработчики и поставщики координатно-измерительных машин и программного обеспечения для станков
- House of Hardy, производители рыбацкой снасти (для ловли нахлыстом).
- Greys of Alnwick, производители рыбацкой снасти.
- Northumberland Estates, которая управляет сельскохозяйственными, лесными и имущественными интересами герцога Нортумберлендского.
- Barter Booksи, один из крупнейших магазинов в Англии, специализирующийся на продаже бывших в употреблении книг, расположенный в бывшей железнодорожной станции города.
- Sanofi Alnwick Research Centre, крупный центр фармацевтических исследований и испытаний.
- Tagish Ltd, независимая компания, специализирующаяся на консалтинге и IT-решениях.
- Wm Morrison Supermarkets Plc
- Sainsbury's Plc
- George F White, компания Северо-Восточной Англии с головным офисом в городе Alnwick с 1979 года
- Proudlock House & Home, розничная продажа подарков, посуды, товаров для дома, товаров для садоводства, посуды и оборудования.
- NFU Mutual[англ.], финансовая организация занимающаяся страхованием, пенсиями, инвестициями.

## Достопримечательности
Самыми большими сооружениями города являются замок Алник, одна из резиденций герцогов Нортумберлендский, и сад Алника, он доминирует на западе города, над рекой Алн. Замок является центром целого ряда коммерческих, образовательных и туристических мероприятий. С 1945 по 1975 год здесь был расположен педагогический колледж для молодых женщин и «взрослых студентов» (старше 21 года). В настоящее время здесь обучаются американские студенты, приехавшие на учёбу в Европу в рамках партнерства с Государственным университетом города Сент-Клауд. Это место является базовым для Northumberland Estates, коммерческого предприятия герцога, и само по себе является достопримечательностью. Замок открыт для посещения с апреля по сентябрь, а сад в течение всего года. Это второй по величине населенный замок в Англии, после Виндзорского. Бенджамин Дизраэли описывал Алник под названием «Montacute» в романе Танкред.
В центре города находится рыночная площадь с рыночным крестом и относительно современный Нортумберленд-Холл, используемый в качестве места встреч. Ближайшие к рынку улицы являются основными торговыми артериями города: Нарроугейт, Фенкле-стрит, и Бондгейт. Последняя из них это широкая, просторная дорога застроенная коммерческими зданиями. В средневековые времена Алник был обнесён стеной (хотя колебания экономической ситуации в средние века привели к тому, что стены так и не были завершены), до нас дошли только башня Хотспур (средневековые ворота) делящая улицу Бондгейтна две части (внутреннюю и внешнюю), а также вызывающую ограничение движения транспортных средств по одной полосе, которая используется для движения поочередно в каждом направлении. Башня Поттергейт, на другом краю города, также стоит на месте древнех ворот, но сама башня была перестроена в XVIII веке. Её богатоукрашенный шпиль был разрушен во время шторма в 1812 году. За линией стен, только старое здание вокзала является относительно известным для такого маленького города, из-за его частое использования туристами (в том числе и принадлежащих к королевской фамилии), посещающих герцога и Замок Алник. В настоящее время здесь находится большой букинистический магазин.
В городе есть процветающий театр, многоцелевой центр искусств, который занимается как театральными постановками, так и танцем, музыкой, кино, выставками и визуальными искусствами, а также поддерживает еженедельную местную газету — Northumberland Gazette.
В 2003 году Willowburn Sports and Leisure Centre был открыт на южной окраине города (заменив старый спортивный центр расположен в средней школе Линдисфарн и где теперь находится молодёжный центр). Более широко, община Алник может похвастаться богатством мест для занятий спортом и проведения досуга, в том числе для игры в футбол, крикет, регби, рэмблинг, для скалолазания, для водных видов спорта, для езды на велосипеде и катания на лошадях. Игроки могут найти тринадцать полей для игры гольфа в 30 минутах езды от города.
Замок является популярным местом среди кинематографистов. Вот только некоторые из фильмов, снятых здесь: Гарри Поттер, Чёрная Гадюка и Робин Гуд: Принц воров.
Алник имеет свой музей — Bailiffgate Museum — коллекция которого специально предназначена для иллюстрации для местной социальной истории. Коллекция включает в себя различные сельскохозяйственные предметы, предметы быта, предметы связанные с железной дорогой, добычей угля, книги, значительная фотоколлекция, картины и архив The Northumberland Gazette. Местная художница Стелла Вайн пожертвовала 3 свои картины музею, так как она выросла в Алнике.
Другие места, представляющие интерес, в городе и его окрестностях:
- Башня Бризли[англ.], башня-каприз, установленная на вершине холма в парке Халн, обнесенном стеной герцогского поместья, спроектирована Робертом Адамом в 1777 году и возведена в 1781 году для Хью Перси, 1-й герцог Нортумберлендского.
- Колонна Кэмпхилл[англ.], построенная в 1814 году в честь британских побед в Европе, и, возможно, построена как реакция против французской революции.
- Башня Хотспур, часть остатков древней городской стены, названная в честь сэра Генри Перси, которая также называли Генри Горячая Шпора (англ. Henry Hotspur), старшего сына 1-й графа Нортумберленд и главного героя произведения Генрих IV, Часть 1.
- Мемориал Нельсона[англ.], созданный восхищёнными местными жителями в честь прославленного адмирала.
- Колонна Теннантри[англ.], созданная в стиле Колонны Нельсона, 25 метров в высоту и увенчана Львом Перси, символом семьи Перси, разработанная Чарльзом Харпером и установленная для Хью Перси, 2-го герцога Нортумберленд в 1816 году в знак благодарности герцогу. Популярная городская легенда гласит, что в ответ на это проявление собственного достатка, герцог сразу поднял налоги. На самом деле, повышение аренды произошло позже, при его преемнике — 3-м герцоге Нортумберленд.
- White Swan Hotel[англ.], подворье XVIII-го века, где сейчас находятся детали систершипа Титаника — корабля Олимпик.
- Northumberland Fusiliers Museum[англ.], в замке Алник.
- Pinfold, каменное круглое сооружение в центре города, построенное как место содержание бродячих животных.
- RAF Boulmer[англ.], которая служит базой для воздушных и морских спасательных вертолетов, а также играет важную роль в раннем радиолокационном предупреждения и связи.

## Транспорт

### Автотранспорт
Город Алник расположен на трассе A1, главной национальной магистральной дорогой север-юг, обеспечивая легкий доступ к городам Ньюкасл-апон-Тайну (56 км к югу) и к столице Шотландии Эдинбургу (130 км к северу). Есть несколько таких же «городов А1» на севере Англии, таких как (с севера на юг): Берик-апон-Туид (28,1 милях к северу), Морпет (28,3 милях к югу), Ньютон-Эйклифф (65,1 милях к югу) и Уэтерби (116 милях к югу). Статус города A1 (особенно в таких сельских районах) обеспечивает Алнику большое количество туристов и высокий уровень торговли.

### Железнодорожный транспорт
Главное направление железнодорожного сообщения — это дорога East Coast Main Line между Эдинбургом (время в пути около 1.10) и Лондоном (время в пути около 3.45), которая проходит через соседний Алнмут. Через эту станцию в будний день проходит 15 поездов в сутки на север в Эдинбург и 13 поездов в сутки на юг в Лондон. Несмотря на своё название, станция Алнмут, расположена в западной части деревни Хибсбурн, недалеко от деревушки Билтон. Она также обслужит деревне Лесбари.
Alnwick когда-то связывал основную линию с веткой Алник, но она была закрыта в январе 1968 года во время Сокращения Бичинга. Существует общество Aln Valley Railway, которое хочет запустить поезда по старой железнодорожной линии между станциями Алник и Алнмут.

### Воздушный транспорт
Аэропорт Ньюкасла находится примерно в 45 минутах езды от времени, и обеспечивает 19 ежедневных рейсов в Лондон (Хитроу, Гатвик, Станстед и Лондон-Сити), а также регулярные рейсы в другие регионы Великобритании. Из аэропорта также осуществляются регулярные рейсы во многие города Европы, а также в Африку и Северную Америку. Аэропорт Ньюкасла является ближайшим, однако есть и альтернативы: Эдинбург, Манчестер и Лидс-Брадфорд, все в пределах 240 километров.

## Города-побратимы
- Тиме, Норвегия
- Ланьи-сюр-Марн[англ.], Франция
- Фёрде, Германия

## Известные жители

### Родившиеся в Алнике
- Уильям из Алника[англ.], (1275—1333), Францисканский богослов и епископ Джовинаццо
- Уильям Генри Перси[англ.] (1788—1855), флотоводец и политик.
- Джордж Биддель Эйри, (1801—1892), королевский астроном с 1835 по 1881
- Бернард Бозанкет, (1848—1923), философ
- Джон Бьюсби[англ.], (1765—1857), горный инженер
- Генри Горячая Шпора Перси, (1364?-1403), старший сын 1-го герцога Нортумерленд
- Томас Джеймс Кобден-Сандерсон, (1840—1922), английский художник и переплетчик, деятельность которого была связана с Движением искусств и ремесел
- Прайдокс Джон Селби, (1788—1867), орнитолог, ботаник и художник
- Ральф Тейт[англ.], (1840—1901), ботаник и геолог
- Джим Хилтон, (1894—1964), художник Шелл-Ойл
- Сид Вейделл[англ.], (р. 1940) — британский спортивный комментатор и телеведущий

### Умершие в Алнике
- Малькольм III — (ум. 1093)
- Тип Типпинг, (1958—1993), актёр, погибший в парашютном инциденте